# Mario Tanassi

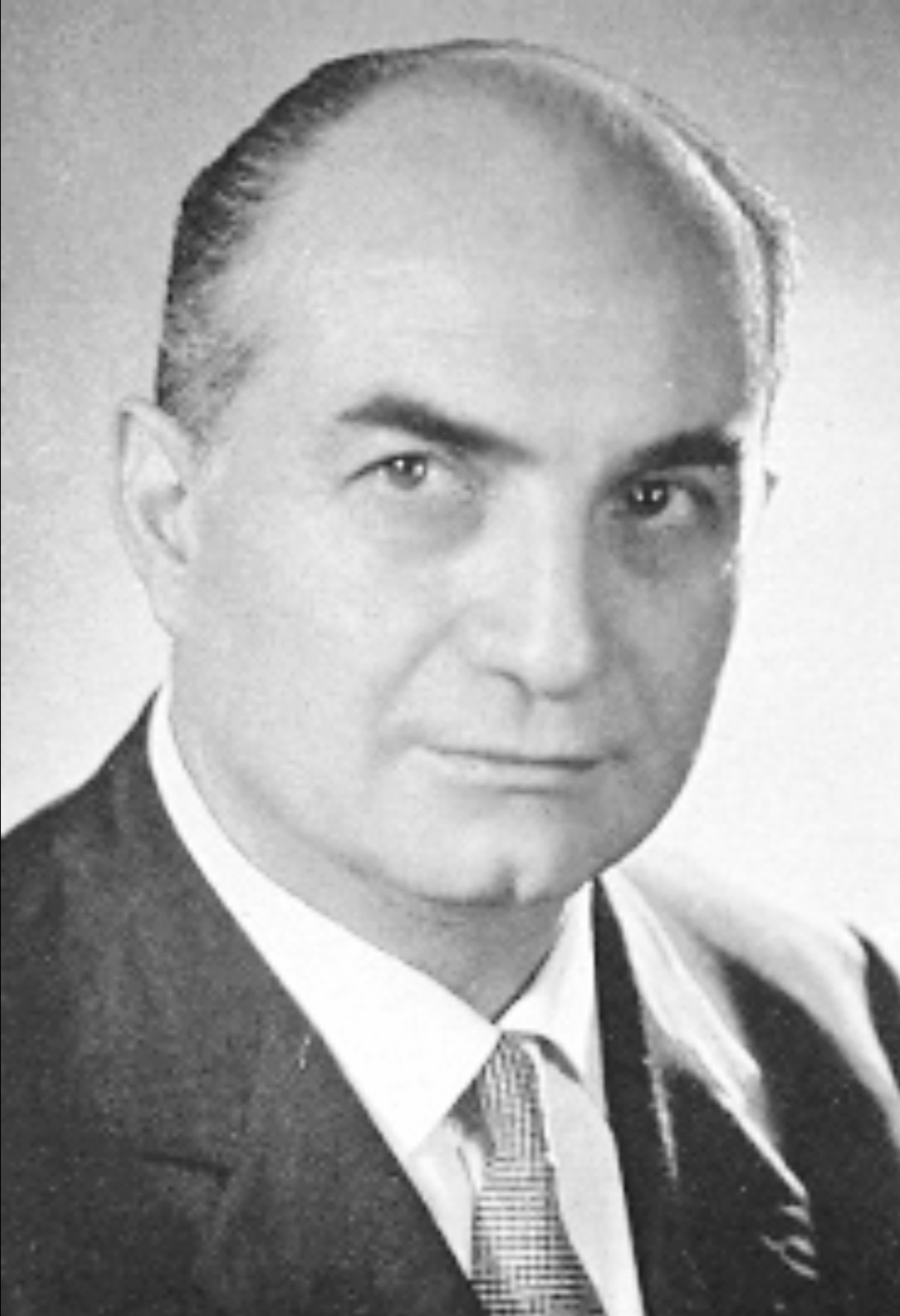
Mario Tanassi

Mario Tanassi (* 17. März 1916 in Ururi, Molise; † 5. Mai 2007 in Rom) war ein italienischer Politiker der Partito Socialista Democratico Italiano (PSDI).

## Leben
1963 bis 1979 gehörte er der Camera dei deputati an. Von 1964 bis 1966, von Februar bis Juni 1972 sowie 1975/76 war er Segretario (entspricht etwa einem Parteivorsitzenden) der PSDI. Ende der 1960er und in den 1970er Jahren war er mehrmals als Wirtschafts- (1968/69), Verteidigungs- (1970–74) und Finanzminister (März bis November 1974) in verschiedenen Regierungskabinetten unter den Ministerpräsidenten Emilio Colombo, Giulio Andreotti und Mariano Rumor tätig. Unter Andreotti war er 1973/74 stellvertretender Ministerpräsident. Tanassi wurde 1979 im Lockheed-Skandal wegen Bestechlichkeit von dem Verfassungsgericht zu einer Haftstrafe verurteilt, während sein Amtsvorgänger Luigi Gui (DC) freigesprochen wurde.